# 律政司司長
律政司司長（英語：Secretary for Justice，缩写作 SJ），是香港特別行政區政府的三位司長級官員之一，主管律政司（Department of Justice），專門負責香港特區政府的法律事務，包括提出所有刑事檢控，並負有對香港所有罪案進行檢控的最終責任、草擬政府提出的所有法律草案、以及為香港政府提供法律意見等；亦兼任：司法人員推薦委員會當然委員、法律改革委員會主席、撲滅罪行委員會副主席。
香港律政司之職能，如外國之檢察機關，司長亦等同檢察總長一樣。
司長由行政長官提名，中華人民共和國國務院任命。律政司司長是三位能於行政長官離港、休假或出缺時署任的政府官員之一，在政務司司長、財政司司長之後。2015年至今，律政司司長曾四次出任署理行政長官。而律政司司長休假、出缺或缺勤，會由律政司副司長署任。律政司副司長休假、出缺或缺勤由律政司年資最長的部門主管署任。

## 歷史
香港英治時期稱為律政司（英語：Attorney General），是香港政府首席法律官員，直接向香港總督負責，亦是香港立法局當然官守議員（至1995年）及行政局當然議員，是香港主權移交前夕唯一仍然由非華人擔任之司級公務員；主管部門律政署 （英語：Legal Department），又稱律政司署（英語：Attorney General's Chambers）。
1997年香港主權移交後，此職位改稱為「律政司司長」，主管部門改稱「律政司」，基本職權不變；但根據《香港基本法》，行政會議不設當然成員。
2002年時任行政長官董建華推行高官問責制，該職位由公務員改為政治任命。根據政府架構，律政司司長為所有檢控決定負上最終責任，日常檢控決定由刑事檢控科代勞，也可要求查看法律意見，以及要求下屬更改檢控決定。

## 歷任首長

### 香港英治時期

#### 律政司 （1844－1997）
| 任    | 肖像 | 姓名                            | 就任          | 卸任           |
| 1     |      | 史他令 Paul Ivy Sterling        | 1844年        | 1855年         |
| 2     |      | 晏士地 Thomas Chisholm Anstey   | 1855年10月    | 1859年11月30日 |
| 3     |      | 阿當斯 William Henry Adams      | 1859年        | 1860年         |
| 4     |      | 司馬理 John Jackson Smale       | 1860年        | 1866年         |
| 5     |      | 潘斯福 Julian Pauncefote        | 1866年        | 1873年         |
| 6     |      | 布林士頓 John Bramston          | 1873年        | 1876年         |
| 7     |      | 飛獵保 George Phillippo         | 1876年        | 1879年         |
| 8     |      | 柯馬理 Edward Loughlin O'Malley | 1880年        | 1889年         |
| 9     |      | 葛文 William Meigh Goodman      | 1890年        | 1902年         |
| 10    |      | 白加利 Henry Spencer Berkeley   | 1902年        | 1906年         |
| 11    |      | 戴華士 William Rees-Davies      | 1907年        | 1912年         |
| 12    |      | 栢尼路 John Bucknill            | 1912年        | 1914年         |
| 13    |      | 金培源 Joseph Kemp              | 1914年        | 1930年         |
| 14    |      | 晏禮伯 C. Grenville Alabaster   | 1930年        | 1941年12月25日 |
| 署 理 |      | 史德鄰 G. E. Strickland         | 1945年8月     | 1946年12月     |
| 15    |      | 祁利芬 John Bowes Griffin       | 1946年12月    | 1951年         |
| 16    |      | 賴德遐 Arthur Ridehalgh         | 1952年        | 1961年         |
| 17    |      | 許楠 Maurice Heenan             | 1962年        | 1966年         |
| 18    |      | 羅弼時 Denys Roberts            | 1966年        | 1973年         |
| 19    |      | 何伯勵 John Hobley              | 1973年9月30日 | 1979年6月3日   |
| 20    |      | 祈理士 John Calvert Griffiths   | 1979年6月4日  | 1983年6月10日  |
| 21    |      | 唐明治 Michael Thomas           | 1983年6月11日 | 1988年3月31日  |
| 22    |      | 馬富善 Jeremy Fell Mathews      | 1988年4月1日  | 1997年6月30日  |

### 香港特區時期

#### 律政司司長 （1997－）
| 任 | 肖像 | 姓名                          | 就任           | 卸任           | 行政長官        | 副司長 |
| 1  |      | 梁愛詩 Elsie Leung Oi-sie     | 1997年7月1日   | 2005年10月20日 | 董建華 曾蔭權   | 不適用 |
| 2  |      | 黃仁龍 Wong Yan-lung          | 2005年10月20日 | 2012年6月30日  | 曾蔭權          | 不適用 |
| 3  |      | 袁國強 Rimsky Yuen Kwok-keung | 2012年7月1日   | 2018年1月6日   | 梁振英 林鄭月娥 | 不適用 |
| 4  |      | 鄭若驊 Teresa Cheng Yeuk-wah  | 2018年1月6日   | 2022年6月30日  | 林鄭月娥        | 不適用 |
| 5  |      | 林定國 Paul Lam Ting-kwok     | 2022年7月1日   | 現任           | 李家超          | 張國鈞 |

## 福利及待遇
律政司司長會獲編配律政司司長官邸，位於香港島施勳道19號。律政司司長坐駕的專用車牌是「SJ」，是英文「Secretary for Justice」的缩寫。律政司司長月薪為港幣346,850元。

## 律政司副司長
律政司副司長（英語：Deputy Secretary for Justice，縮寫為DSJ）是律政司司長的副手，地位僅次於三位司長及二位副司長高級主要官員。其支援部門為律政司副司長辦公室，由行政長官提名，報中華人民共和國國務院任命。
律政司副司長現屬行政會議官守成員，在律政司司長因外訪及休假缺勤期間會署理其職務。在律政司副司長因外訪及休假缺勤期間由年資最長政府律師署理副司長職務，律政司副司長未設立之前，通常政府律師署理其職務。

### 職責
- 協助司長督導轄下的七個法律專業部門，以及協調跨決策局及部門的政策制訂和推行
- 按行政長官及律政司司長的指示，統籌、協調或處理指定的政策範疇和特定項目
- 負責聯繫立法會及其他持份者聽取意見，以及向他們、公眾和傳媒解釋政策
- 行使行政長官授予或法例賦予的相關法定權力

### 歷任副司長
| 任 | 肖像 | 姓名   | 就任於       | 卸任於 | 律政司司長 | 行政長官 |
| 1  |      | 張國鈞 | 2022年7月1日 | 現任   | 林定國     | 李家超   |

## 歷任政治助理

### 香港特區時期

#### 司長政治助理
- 洪曉敬（2022年9月1日－）

#### 副司長政治助理
- 陳倩雯（2022年7月25日－）

## 附註
1. ↑  2015年12月26日[1]、2017年4月19日[2]、2018年11月4日[3]、2025年4月23日[4]
2. ↑  “司”是文言文中的一种官职名，此处的"律政司"指的是官职而不是部门